# سیارک ۷۲۴

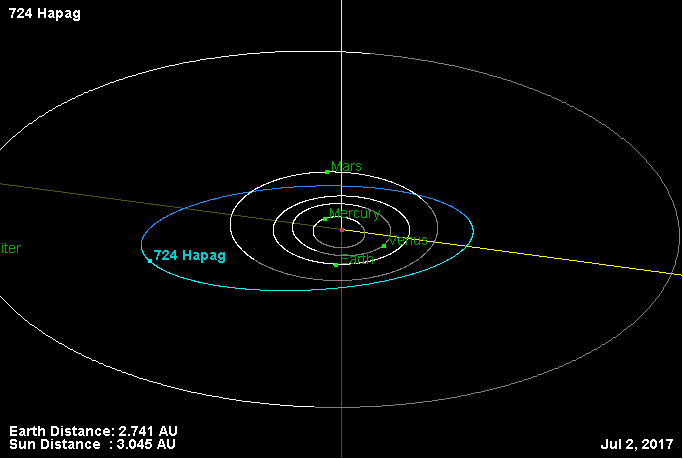
نمایی از محل قرارگیری سیارک ۷۲۴ در مدار - ۲۰۱۷

سیارک ۷۲۴ (به انگلیسی: 724 Hapag، نامگذاری:1911NC) هفتصد و بیست و چهارمین سیارک کشف شده‌است که در ۲۱ اکتبر ۱۹۱۱ و در وین کشف شد.
قدر مطلق سیارک برابر ۱۳٫۲۰ است.